# Domus del decumano
Nel comune di Nocera Superiore, in provincia di Salerno, in un’area non lontana dal battistero paleocristiano di Santa Maria Maggiore, in località San Clemente, sorge la cosiddetta domus del decumano, uno dei luoghi archeologici più importanti e rilevanti per la comprensione dell’antica città di Nuceria.
Il sito, tagliato a sud dalla linea ferroviaria realizzata negli anni Sessanta del secolo scorso per collegare Nocera Inferiore e Salerno, fu scoperto nel 1979 e indagato fino al 1984. Gli scavi archeologici misero in luce parte di un'insula della città romana con i resti di una domus e un tratto di uno dei decumani della città, il Decumano Inferiore.

## Descrizione

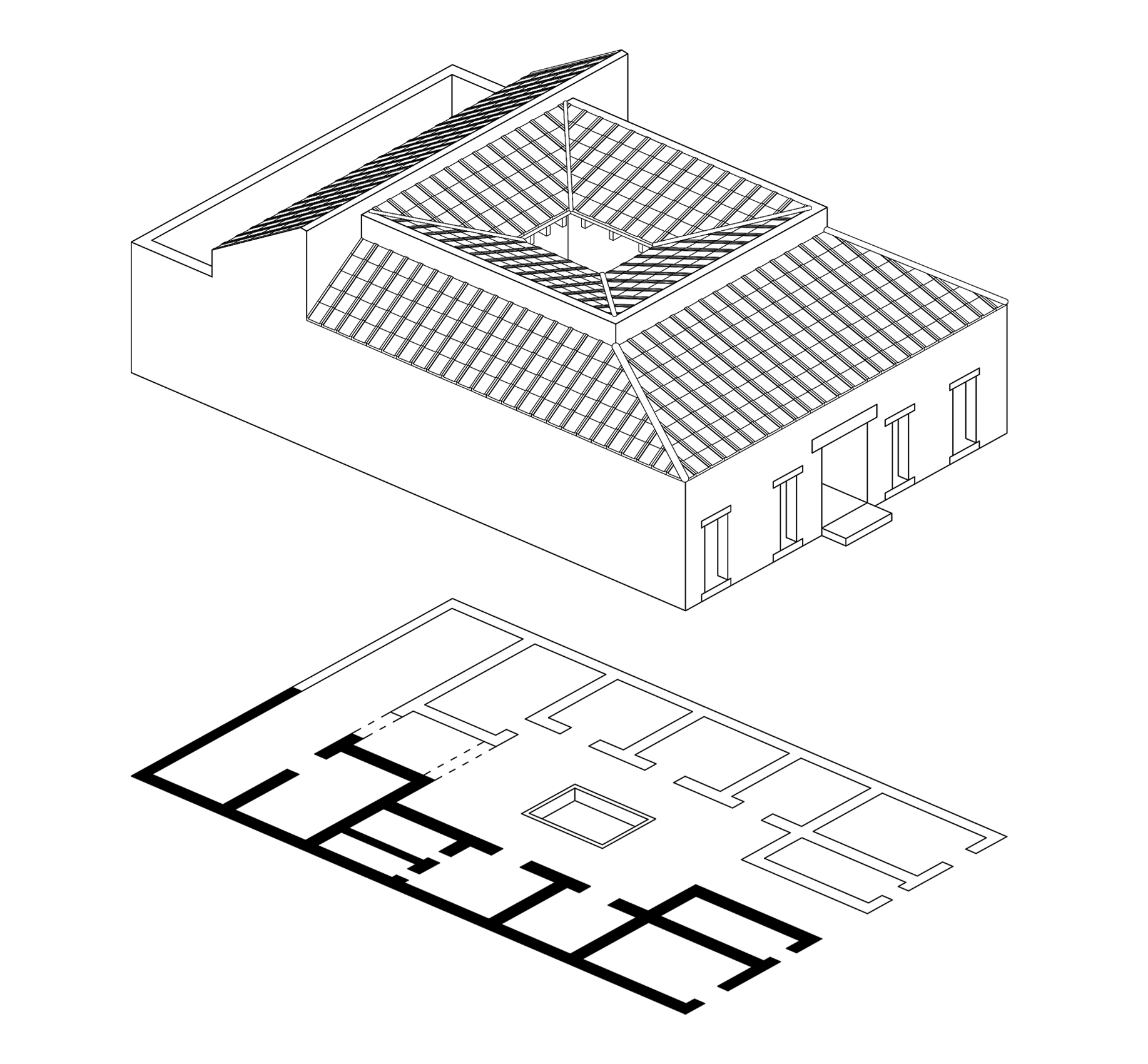
Ricostruzione della Domus (in pianta, in nero la parte scoperta)

### La domus romana
La domus, databile al I-II secolo d.C., ricalca lo schema tipico della casa romana con un vestibolo (fauces) che immette in un ampio atrio (atrium) con vasca al centro (impluvium) per la raccolta dell’acqua, e una serie di stanze disposte sui lati (cubicula). Ad oggi sono visibili soltanto metà della vasca in marmo dell'impluvium e gli ambienti posti sul lato occidentale della domus. Il resto giace al di sotto dei cinque metri circa di strati alluvionale ed eruttivi.
I pavimenti sono in cocciopesto, a mosaico di tipo geometrico bianco e nero o policromo, mentre le strutture murarie emergenti evidenziano diverse fasi costruttive e in alcune parti sono ancora presenti gli affreschi pittorici in IV stile che le decoravano. I vani che affacciano sulla strada sono tabernae, antiche botteghe, in una delle quali sono stati ritrovati due dolia, recipienti di grosse dimensioni usati per la conservazione dei cibi.

### Il decumano inferiore
L’imponente strada è parte del decumano inferiore, uno dei tre più importanti assi viari della città romana insieme al decumano superiore e al cardo massimo (l’odierna via San Pietro). È formato da grossi basoli di pietra che conservano ancora le tracce del passaggio dei carri mentre sul lato occidentale sono visibili i grandi blocchi di forma ovoidale utilizzati per l’attraversamento pedonale. I due lati della strada sono fiancheggiati da marciapiedi molto ampi e rialzati su uno dei quali, quello settentrionale, è stata rinvenuta un’ara con iscrizione TERTULLII, forse riutilizzata come base per una statua onoraria.

### Tombe tardo-antiche
Il sito ha restituito anche una decina di sepolture cristiane, individuate nel giardino (hortus) della domus, la cui presenza all’interno della cinta muraria testimonia una crisi del tessuto urbano nel periodo tardo antico. Un gruppo di quattro tombe oggi visibili, poste a quote differenti e concentrate nella zona settentrionale dello scavo, sono realizzate a cassa di tegole con copertura piana di laterizi e a fossa terragna con una tegola posta a mezzo spiovente come copertura.

## Apertura e gestione del sito
Dopo anni di abbandono, dopo la scoperta nel 1979 e lo scavo archeologico terminato nel 1984, il 25 settembre 2022 il sito archeologico domus del decumano apre e diventa la prima area dell’antica Nuceria fruibile al pubblico nel comune di Nocera Superiore, con la convenzione stipulata tra la Soprintendenza Archeologia Belle Arti e Paesaggio di Salerno e Avellino (proprietaria del bene) e il Gruppo Archeologico Nuceria in collaborazione con l’associazione “Vivere Insieme”. Il sito è aperto tutti i sabato e domenica dalle ore 9.00 alle ore 12.00.

## Galleria d'immagini

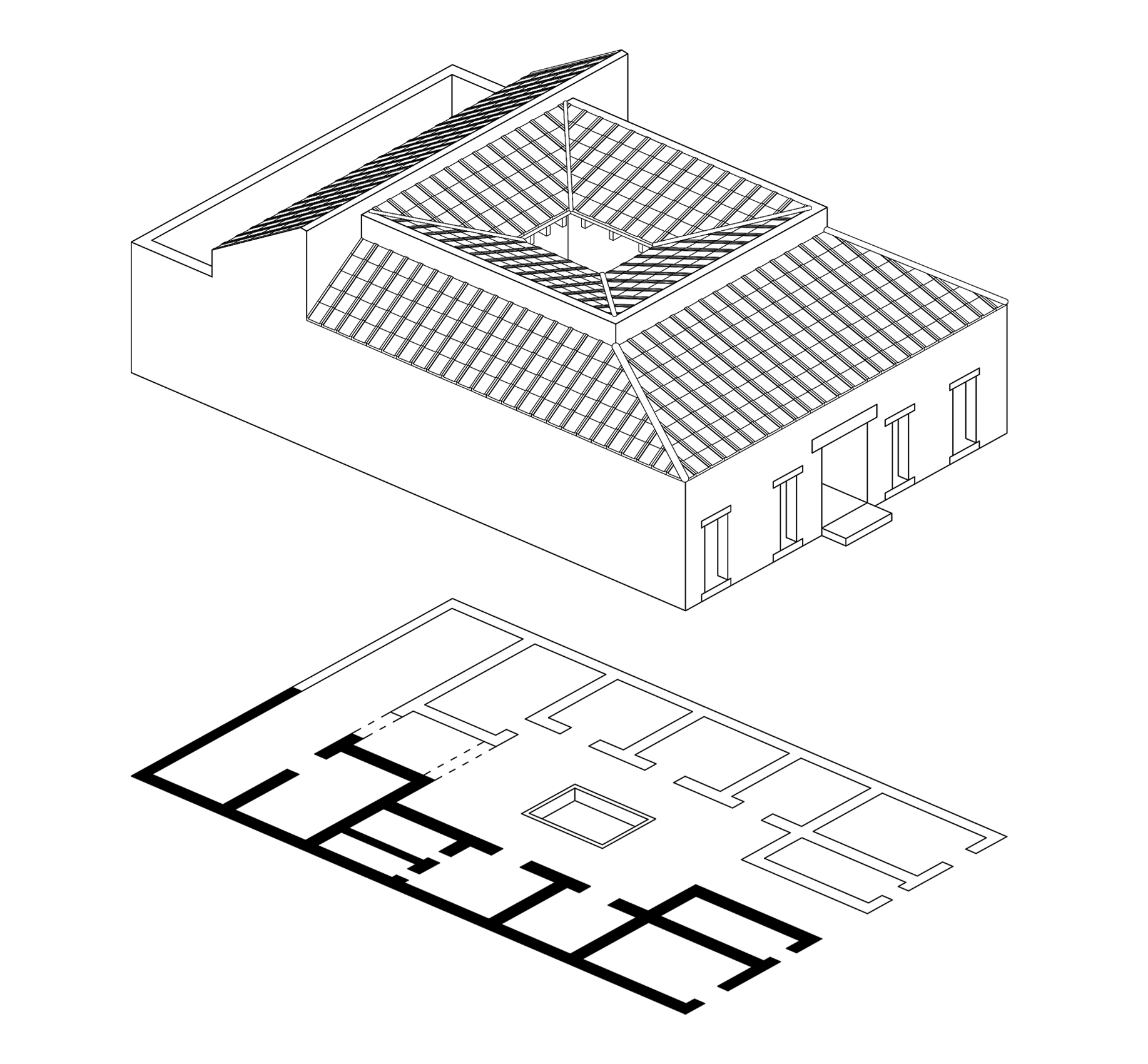
Ricostruzione della domus (in pianta, in nero la parte scoperta)
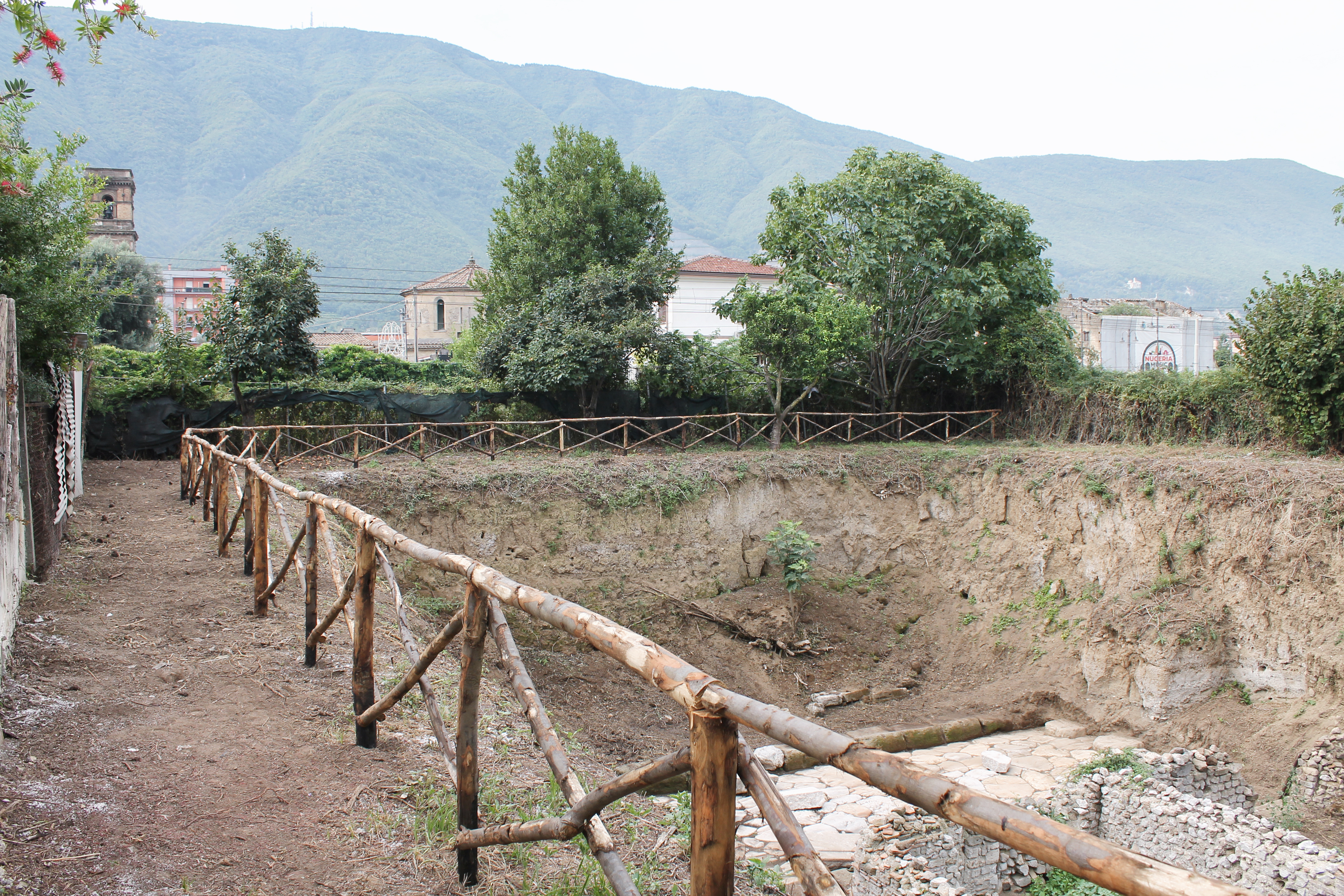
Sito archeologico domus del decumano
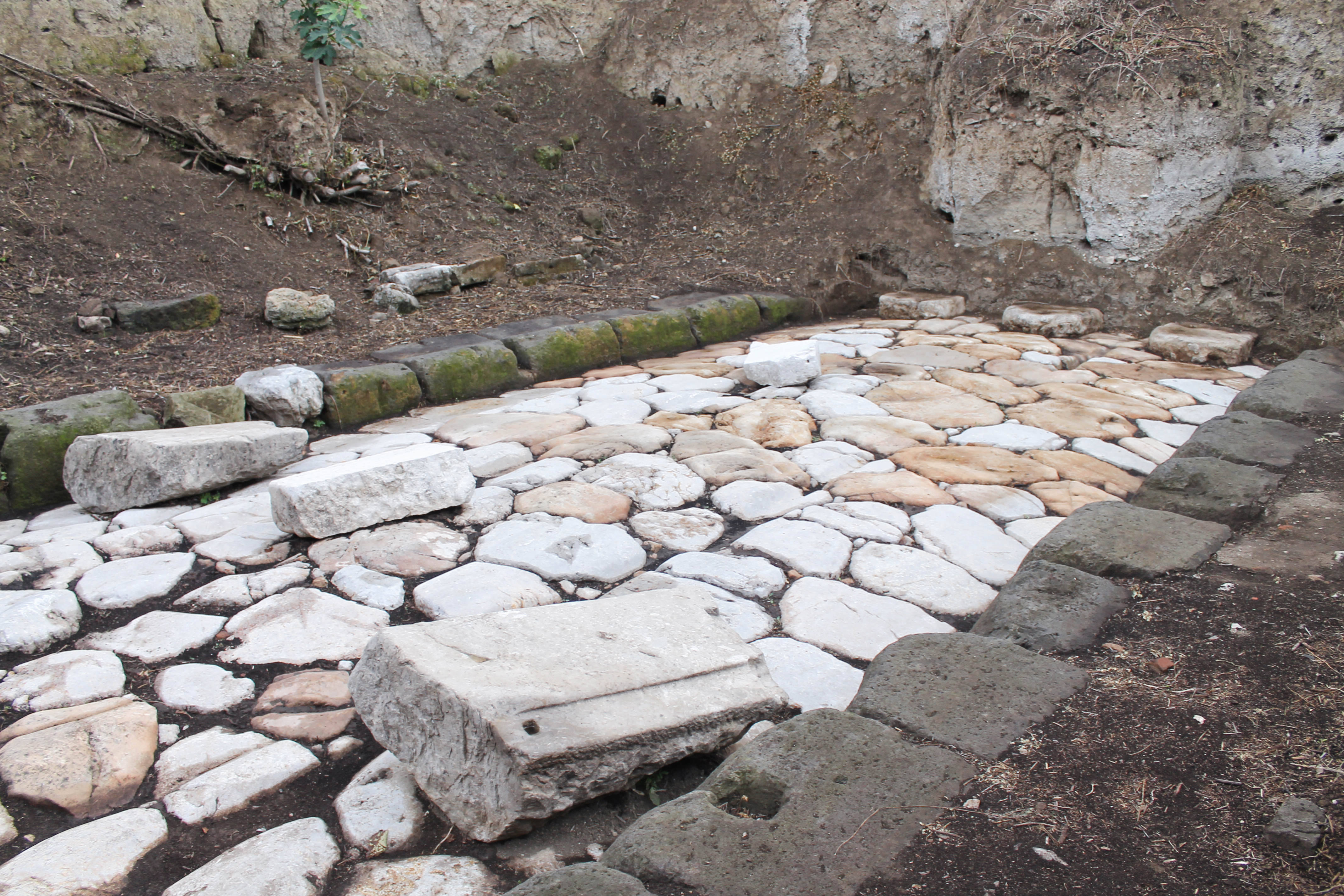
Il decumano inferiore dell'antica Nuceria
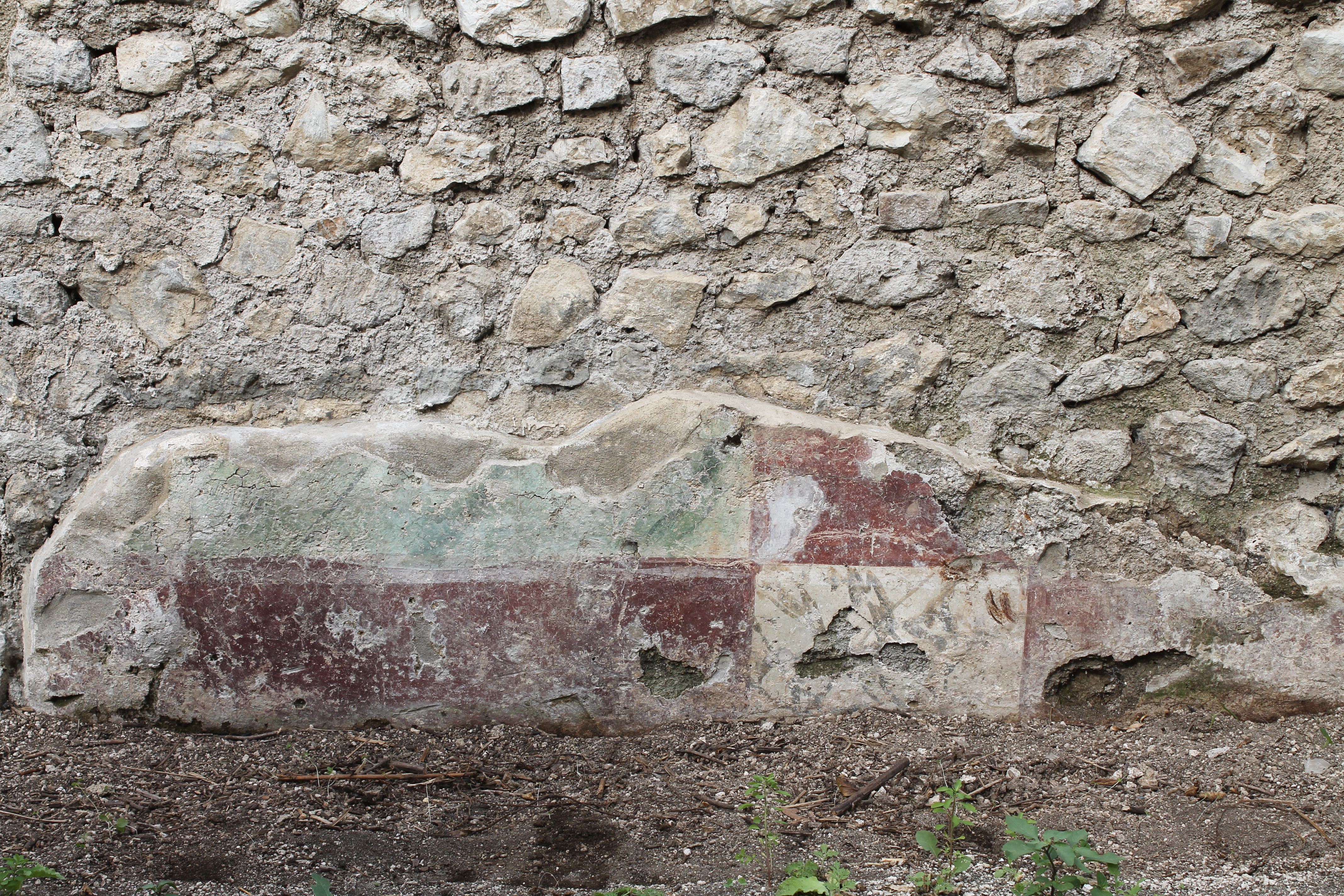
Affresco domus del decumano
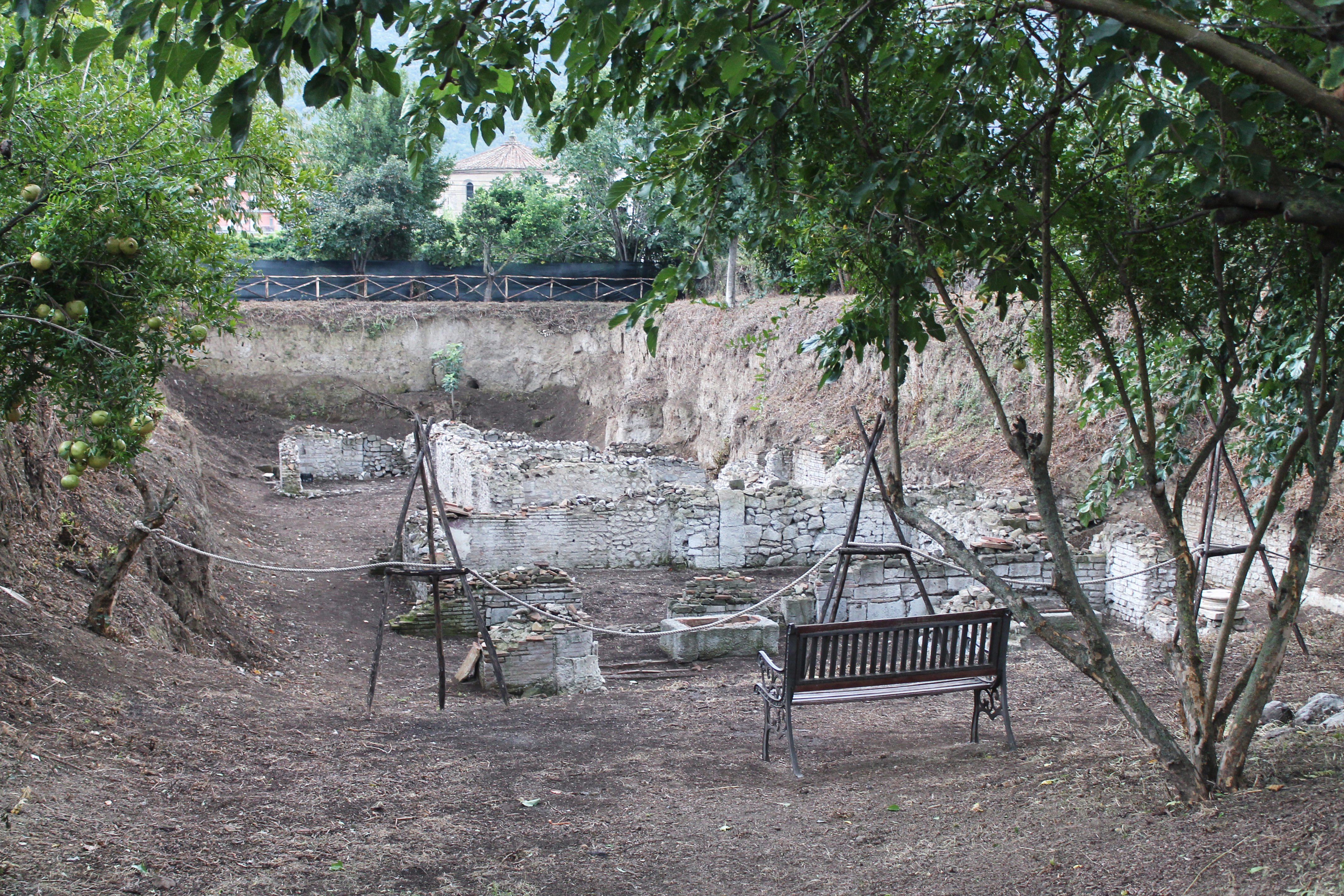
Sito archeologico domus del decumano
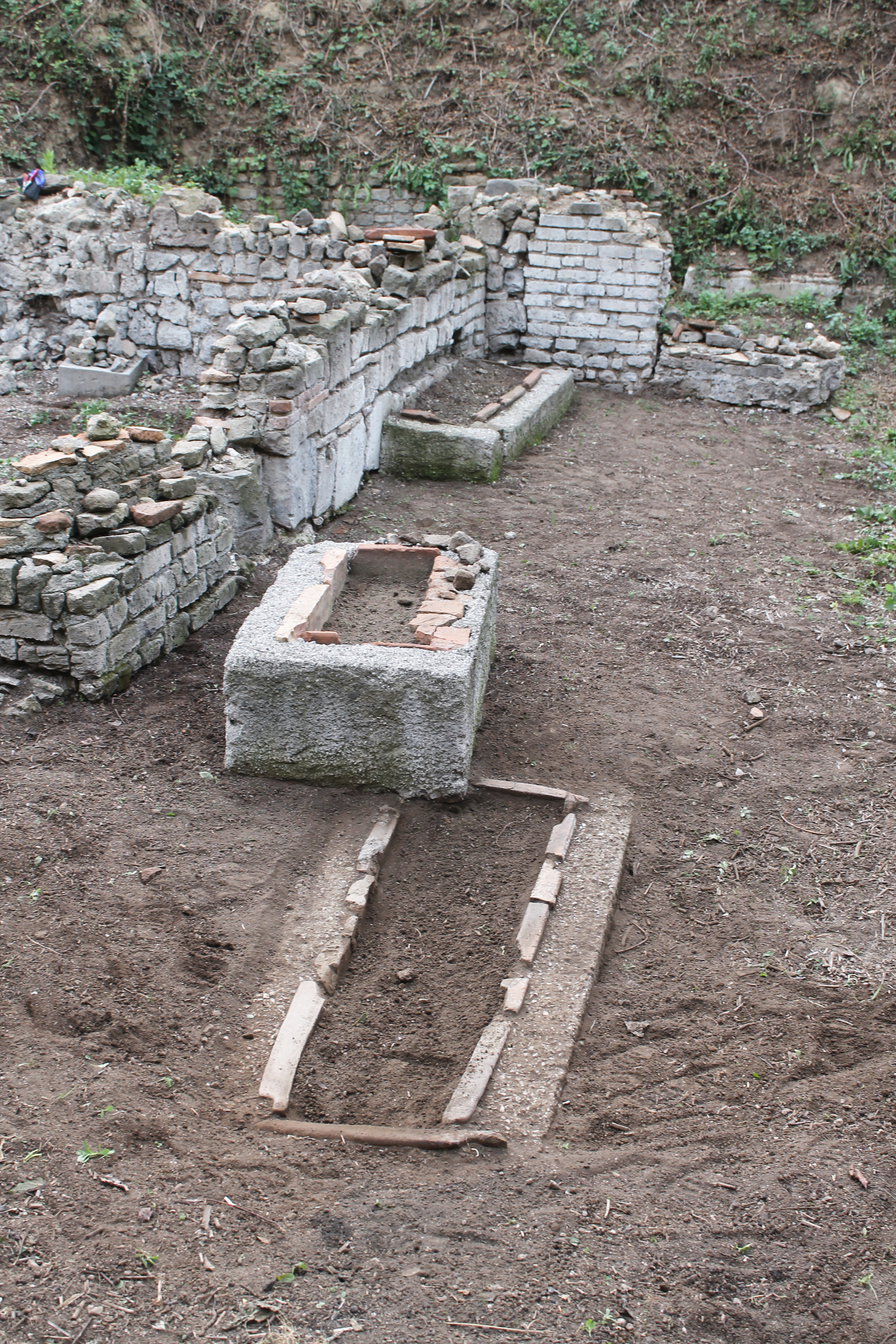
Tombe tardo-antiche della domus del decumano
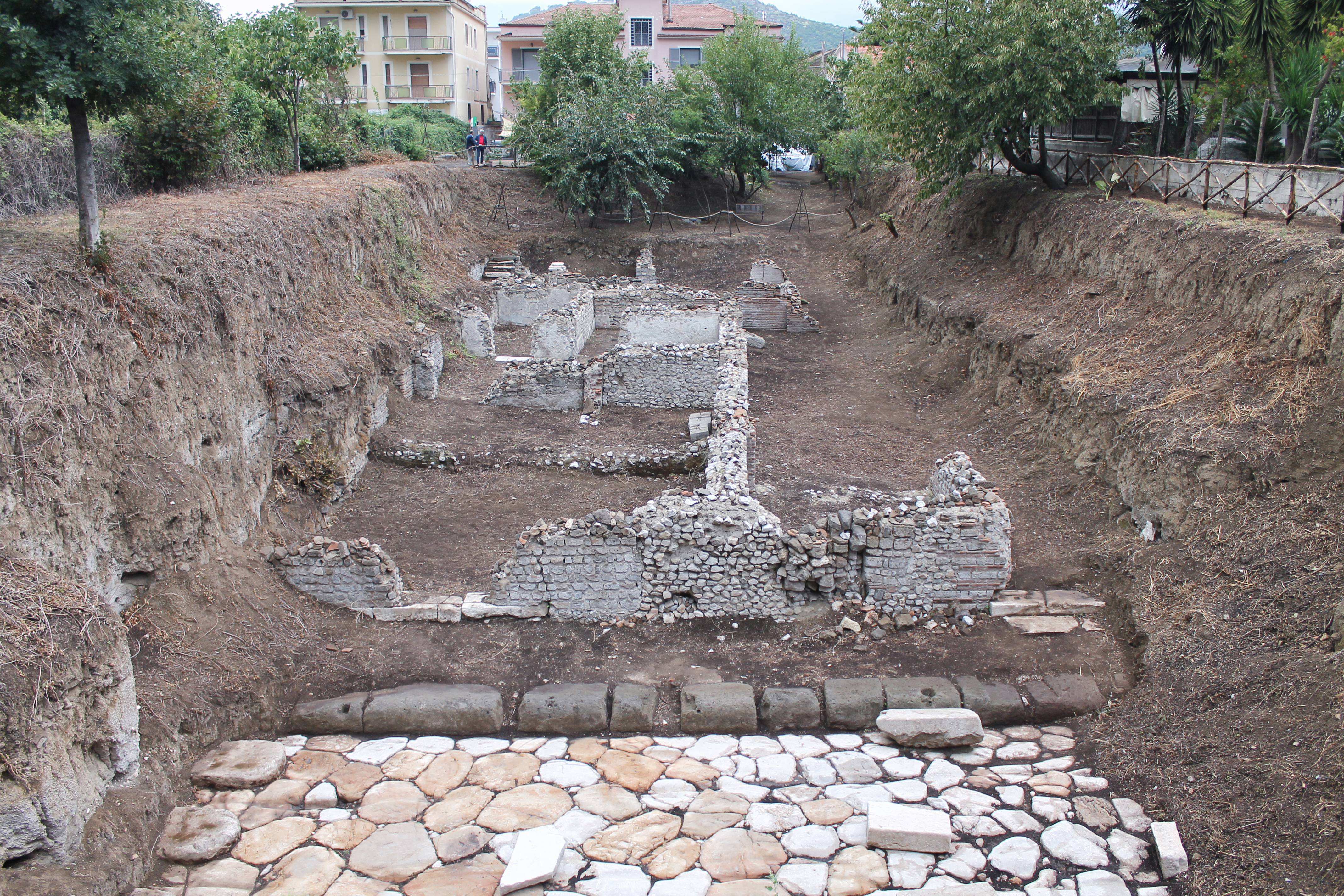
Sito archeologico domus del decumano
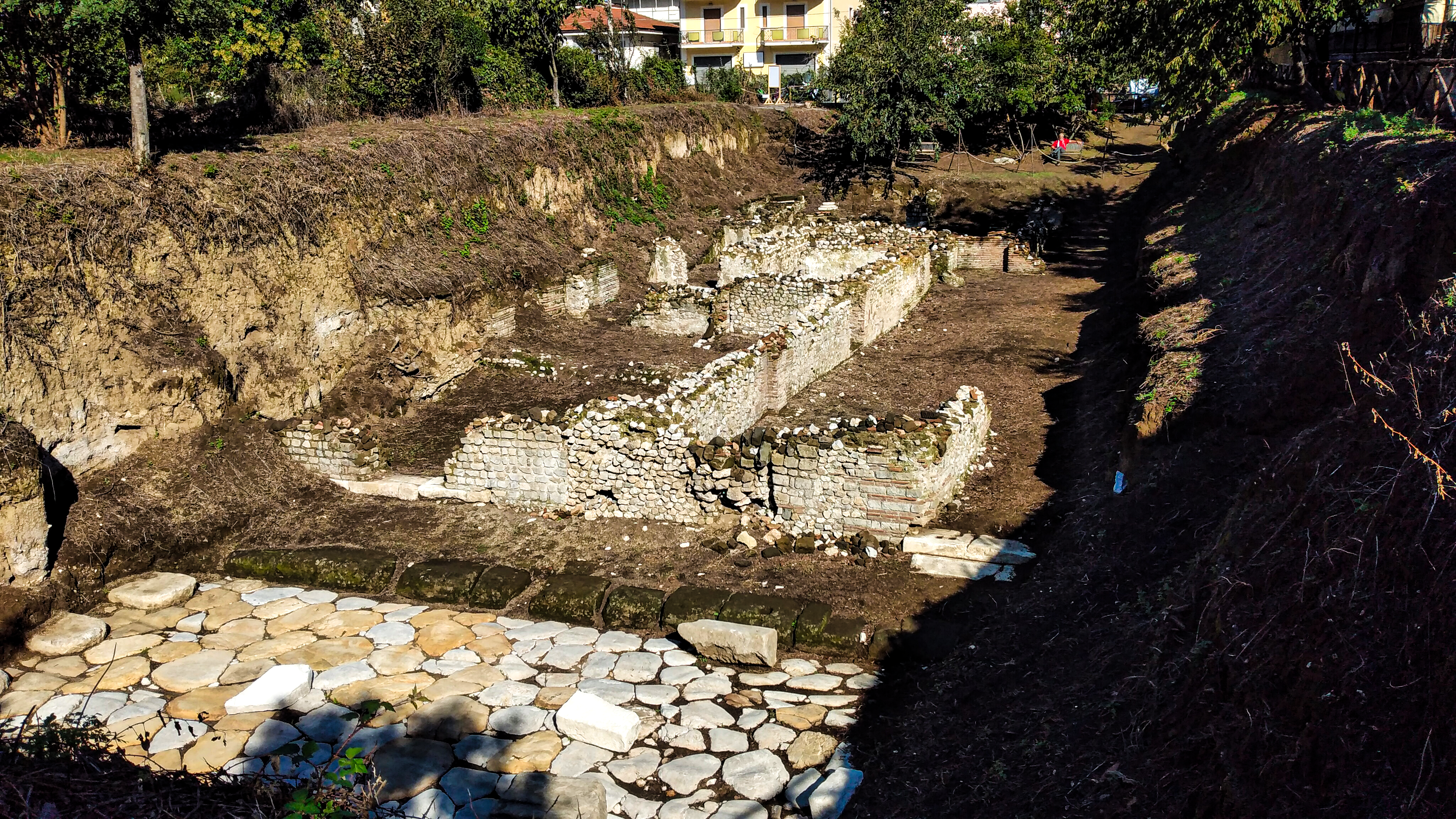
Sito archeologico domus del decumano